# Park Jung-hwan
Park Jung-hwan (박정환?; 11 gennaio 1993) è un goista sudcoreano di grado 9-dan. Tra il settembre 2011 e il luglio 2014, e poi ancora tra il luglio 2017 e il maggio 2018 è stato il goista con punteggio Elo più alto al mondo. Tra il 2011 e il 2019 ha vinto cinque titoli internazionali maggiori: una Coppa MLily, una Coppa LG, una Coppa Samsung Fire, una Coppa Fujitsu, una Coppa Chunlan.

## Biografia

### Inizi della carriera
Park è diventato un giocatore professionista di Go nel 2006. Ha vinto la Fujitsu Cup nel 2011. Park ha sconfitto Lee Chang-ho per accedere alla finale della Coppa Ing 2012, dove ha affrontato Fan Tingyu per il titolo, perdendo 3-1. Ha vinto la 19a Coppa LG nel 2015, sconfiggendo Kim Ji-seok in finale, 2-1.

### 2016-2017: vice campione della Coppa Ing
Dopo una serie di ottime prestazioni, in cui nell'arco di 2 mesi è riuscito a sconfiggere il giocatore numero uno al mondo Ke Jie in due tornei internazionali consecutivi, la Coppa LG e la Coppa Ing, Park è riuscito a raggiungere la finale di quest'ultimo torneo e i quarti di finale nel primo. Nella finale della Ing Cup 2016, Park ha affrontato Tang Weixing, vincendo la prima per perdendo la seconda, in due partite in cui la differenza di punteggio è stata minima.
I risultati più recenti di Park erano stati alla Coppa Bailing, dove nonostante i suoi migliori sforzi, non era stato in grado di sconfiggere il detentore cinese della Tian yuan, Chen Yaoye. Durante quella partita, entrambi avevano iniziato assicurandosi dei territori, accettando grossi scambi di territorio, ma un errore di Park permise a Chen di vincere un importante ko che lo portò a perdere una parte del proprio territorio. Chen è stato quindi in grado di capitalizzare e vincere la partita, ponendo così fine alla serie di dominazioni del giocatore coreano nei tornei internazionali.
Dal 22 al 26 ottobre 2016, Park ha disputato le ultime 3 partite dell'8a Ing Cup contro Tang Weixing, partendo dal punteggio di 1-1 dopo le prime 2 partite giocate a metà agosto. Park ha vinto la terza partita, portando il punteggio sul 2-1 e avendo due possibilità di vincere la sua prima Coppa Ing dopo aver perso l'edizione precedente. Tang però è stato in grado di ribaltare la situazione, vincendo la quarta partita con il bianco (tutte le prime quattro partite della finale sono state vinte dal giocatore con le pietre bianche) e la quinta con il nero (di 5 punti dopo il komi Ing), assicurando così la terza vittoria della Cina in Coppa Ing su 8, seconda dietro la Corea che ne ha 5. Park, tuttavia, ha ricevuto un'amara delusione per essere stato il primo giocatore a perdere due finali consecutive della Coppa Ing: gli altri ben noti professionisti delle generazioni precedenti, come i connazionali Lee Chang-ho e Choi Cheol-han e l'ex campione del mondo Chang Hao 9p della Cina, avevano tutti giocato 2 finali, vincendone una e perdendone l'altra.
Park ha poi giocato nei quarti di finale della LG Cup a metà novembre, contro il due volte campione Gu Li 9-dan. Park ha sconfitto Gu Li per abbandono, ma successivamente ha perso contro un altro giocatore cinese, Zhou Ruiyang 9 dan, concludendo così la sua stagione.

### 2017-2025
Park ha vinto il World Go Championship 2017, uno speciale torneo su invito organizzato dalla Nihon Ki-in, sconfiggendo Iyama Yuta, il programma giapponese di Go DeepZenGo e Mi Yuting.
Park ha vinto poi la terza edizione della MLily Cup, battendo Tuo Jiaxi, Zhou Ruiyang, Ke Jie, Chen Zijian, Xie Ke, e infine Park Yeong-hun 9p in finale.
Nel 2020 e nel 2021 è arrivato a disputare le finali delle prime due edizioni del Supreme Player, ma in entrambi i casi ha perso contro Shin Jin-seo. Nel settembre 2021 ha perso per 1-2 la finale della quarta edizione del Ryongsang. A novembre ha sconfitto Shin Jin-seo per 2-1 conquistando la ventiseiesima edizione della Samsung Fire Cup. A dicembre è stato sconfitto da Shin Jin-seo per 0-2 nella finale della quarantesima edizione della KBS Cup.
A inizio 2022 sconfigge 3-0 Lee Dong-hoon, aggiudicandosi la prima edizione del Korea Baduk Association Championship. Sempre contro Lee Dong-hoon vince per 2-0 la finale della ventitreesima edizione della Maxim Cup. A luglio perde per 0-2 nella finale della prima edizione della Coppa YK Gyeonggi, sconfitto da Kang Dong-yun. Ha partecipato alla stagione 2021-22 della Korean Baduk League, classificandosi primo con la squadra Beautiful Hapcheon, ottenendo 13 vittorie e 6 sconfitte.
Nel 2023 perde 0-3 contro Shin Jin-seo nella finale della quarta edizione del Supreme player; sempre contro Shin perde la finale della quarantunesima KBS Cup. È stato selezionato come membro della squadra sudcoreana ai XIX Giochi asiatici, dove parteciperà sia alla competizione maschile individuale sia a quella maschile a squadre. Nella competizione individuale ha superato il girone preliminare (sconfitta contro il cinese Ke Jie, vittorie contro il taiwanese Lai Junfu, il giapponese Ichiriki Ryo e il singaporiano Kang Zhanbin), ma è uscito ai quarti contro il taiwanese Xu Haohong. Nel torneo preliminare la squadra sudcoreana ha ottenuto sei vittorie in sei incontri; Park ha vinto 5 incontri, tra cui quelli contro il taiwanese Lin Chunyen, il cinese Yang Dingxin e il giapponese Ichiriki Ryō. Nella semifinale, la Corea del Sud ha vinto 5-0 contro il Giappone: Park ha sconfitto nuovamente Ichiriki Ryō. Nella finale per la medaglia d'oro tra Cina e Corea del Sud, Park ha vinto contro Mi Yuting, la Corea del Sud ha superato la Cina per 4-1 e ha conquistato la medaglia d'oro, la terza nei Giochi asiatici per Park.
Tra febbraio e marzo 2024 ha vinto la seconda edizione della Korea Baduk Association Championship. Ad agosto è stato sconfitto per 0-3 da Shin nella finale del Supreme Player (quarta sconfitta nelle cinque edizioni della competizione, tutte per mano di Shin). A dicembre ha vinto la quarantasettesima edizione del Myungin, sconfiggendo Lee Ji-hyun.
A giugno 2025 ha perso per 1-2 la finale della 15ª edizione della Chunlan Cup contro il cinese Yang Kaiwen. A luglio ha perso la finale della terza edizione della Hana Bank Baduk Super Match, sconfitto per 2-0 da Shin Jin-seo.

## Titoli e secondi posti

### Titoli individuali
Si classifica al 6º posto nel numero totale di titoli individuali in Corea e nel numero totale di titoli internazionali .
| Nazionali                             | Nazionali                 | Nazionali                     |
| Titolo                                | Vittorie                  | Secondi posti                 |
| ------------------------------------- | ------------------------- | ----------------------------- |
| KBA Championship                      | 2 (2022, 2024)            |                               |
| Supreme Player                        |                           | 4 (2020, 2021, 2023, 2024)    |
| Guksu                                 | 3 (2014-2016)             |                               |
| Siptan                                | 2 (2009, 2010)            |                               |
| GS Caltex Cup                         | 1 (2011)                  |                               |
| Myungin                               | 1 (2024)                  | 1 (2016)                      |
| Chunwon                               | 2 (2009, 2013)            |                               |
| Prices Information Cup                | 1 (2013)                  |                               |
| Maxim Cup                             | 4 (2012-2013, 2017, 2022) | 1 (2014)                      |
| KBS Cup                               | 5 (2010-2012, 2015, 2017) | 5 (2013-14, 2018, 2021, 2023) |
| Hana Bank Baduk Super Match           |                           | 1 (2025)                      |
| Coppa YK Gyeonggi                     |                           | 1 (2022)                      |
| Crown Haitai Cup                      | 1 (2018)                  |                               |
| Ryongsang                             | 1 (2019)                  | 2 (2020, 2021)                |
| Totale                                | 23                        | 14                            |
| Continentale                          |                           |                               |
| Titolo                                | Vittorie                  | Secondi posti                 |
| Tengen Cina-Corea                     | 2 (2010, 2014)            |                               |
| Totale                                | 2                         | 0                             |
| Internazionale                        |                           |                               |
| Titolo                                | Vittorie                  | Secondi posti                 |
| Ing Cup                               |                           | 2 (2013, 2016)                |
| MLily Cup                             | 1 (2018)                  |                               |
| LG Cup                                | 1 (2015)                  | 1 (2020)                      |
| Samsung Fire Cup                      | 1 (2021)                  |                               |
| Coppa Fujitsu                         | 1 (2011)                  |                               |
| Coppa TV asiatica                     |                           | 2 (2013, 2015)                |
| IMSA Elite Mind Games, Blitz maschile |                           | 1 (2017)                      |
| Coppa Chunlan                         | 1 (2019)                  | 1 (2025)                      |
| Campionato mondiale Go                | 3 (2017-2019)             |                               |
| Kuksu Mountains                       | 1 (2018)                  |                               |
| Totale                                | 9                         | 7                             |
| Carriera totale                       |                           |                               |
| Totale                                | 34                        | 21                            |

### Titoli di squadra
| Titolo                                         | Vittorie | Secondi posti |
| ---------------------------------------------- | -------- | ------------- |
| Giochi asiatici, squadra maschile              | 1 (2010) |               |
| Giochi asiatici, doppio misto                  | 2 (2010) |               |
| SportAccord World Mind Games, Team             |          | 1 (2011)      |
| SportAccord World Mind Games, Squadra maschile | 1 (2013) |               |
| Coppa Nongshim                                 | 1 (2013) | 4 (2014-2017) |
| IMSA Elite Mind Games, Mix Double              | 1 (2016) |               |
| IMSA Elite Mind Games, Squadra maschile        | 1 (2017) |               |
| Korean Baduk League                            | 1 (2022) |               |
| Totale                                         | 8        | 5             |